# اثر موجی

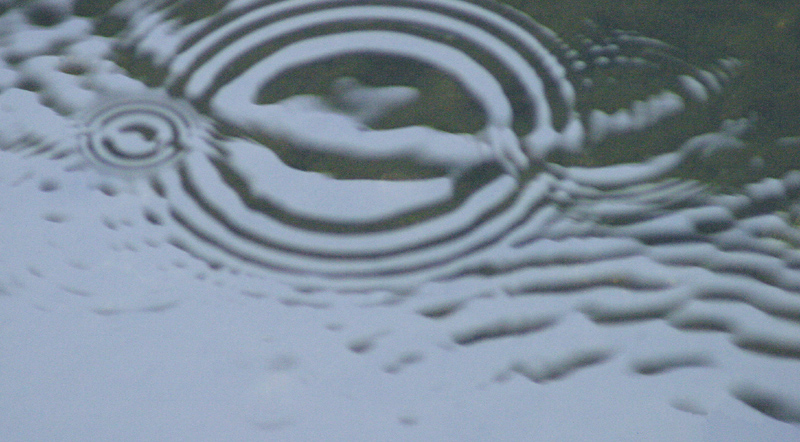
اثر موجی، پس از سقوط یک جسم در مایع

طی اثر موجی پس از سقوط جسمی در درون آب، چندین موج ایجاد می‌شوند و به سمت بیرون گسترش پیدا می‌کنند. در اقتصاد از این مفهوم برای بیان چندبرابر شدن و رشد تصاعدی استفاده می‌شود. در روانشناسی برای بیان اثر غیرمستقیم یک عامل اجتماعی، بیان می‌شود. این مفهوم در علم کامپیوتر هم کاربرد دارد.